# Fabian Dudek

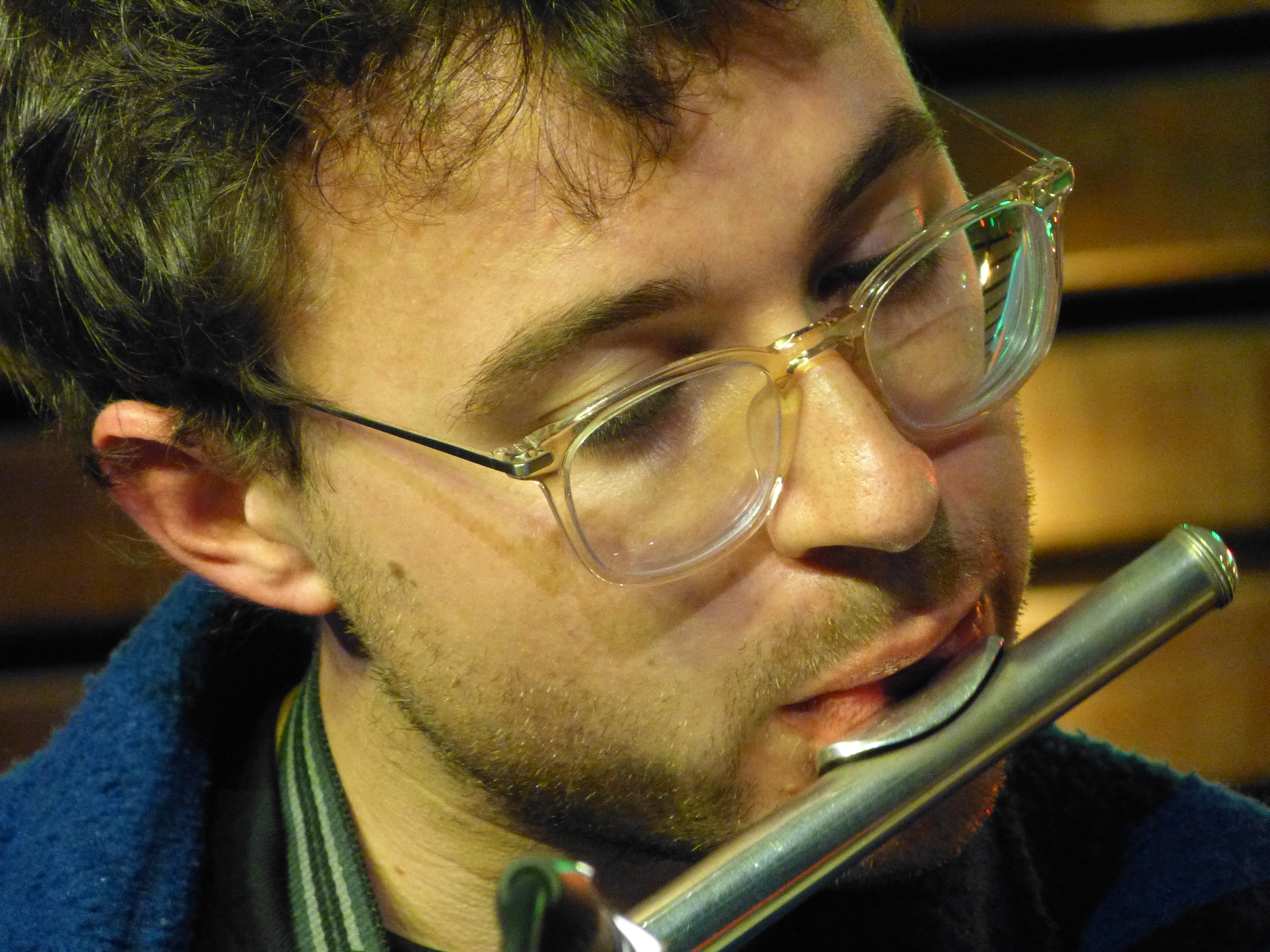
Fabian Dudek 2025

Fabian Dudek (* 11. Juli 1995 in Groß-Gerau) ist ein deutscher Jazzmusiker (Alt- und Sopransaxophon, auch Querflöte, Komposition).

## Leben und Wirken
Dudek wuchs in Nauheim und Rüsselsheim auf und wollte schon als Kind Musiker werden. Nach Blockflöte und Klarinette begann er im Alter von zehn Jahren, Altsaxophon bei Oliver Leicht zu lernen. In der Familie wurde er mit dem Jazz früh vertraut; sein Vater verfügt über eine umfangreiche Plattensammlung und veranstaltet Konzerte im Rahmen der Jazz-Fabrik Rüsselsheim. Mit der Bigband der Immanuel-Kant-Schule, IKS Swing Kids, trat Dudek auch in Frankreich und Litauen auf. Seit 2012 war er für rund eineinhalb Jahre Jungstudent an der Hochschule Mainz bei Denis Gäbel; nach dem Abitur zog er nach Köln, wo er seit 2014 an der Hochschule für Musik und Tanz Köln studierte; nach dem Bachelor absolvierte er dort 2022 sein Masterstudium.
Dudek gehörte 2011 und 2012 zur Junior Band des Landesjugendorchesters Hessen, um dann 2013 und 2014 im Landesjugendorchester Hessen sowie 2016 und 2017 im Bundesjazzorchester zu spielen. 2013 gründete er die Band Woodchip, mit der ein erstes Album entstand. In der kollaborativen Band The Where Me?! arbeitete er seit 2016 mit Gitarrist Rafael Krohn, Bassist David Helm und Schlagzeuger Jan Philipp. Er leitete ein Trio mit Robert Landfermann und Dominik Mahnig. Weiterhin ist er Mitglied im Quartett des Pianisten Simon Below. Ferner spielte er mit Jonas Burgwinkel, Sebastian Sternal, Philip Zoubek, Rainer Böhm, Nils Tegen, Benjamin Schaefer, Hendrik Soll, Sebastian Gramss, Klaus Heidenreich, Olga Reznichenko, Ruth Goller und Kirke Karja.

## Preise und Auszeichnungen

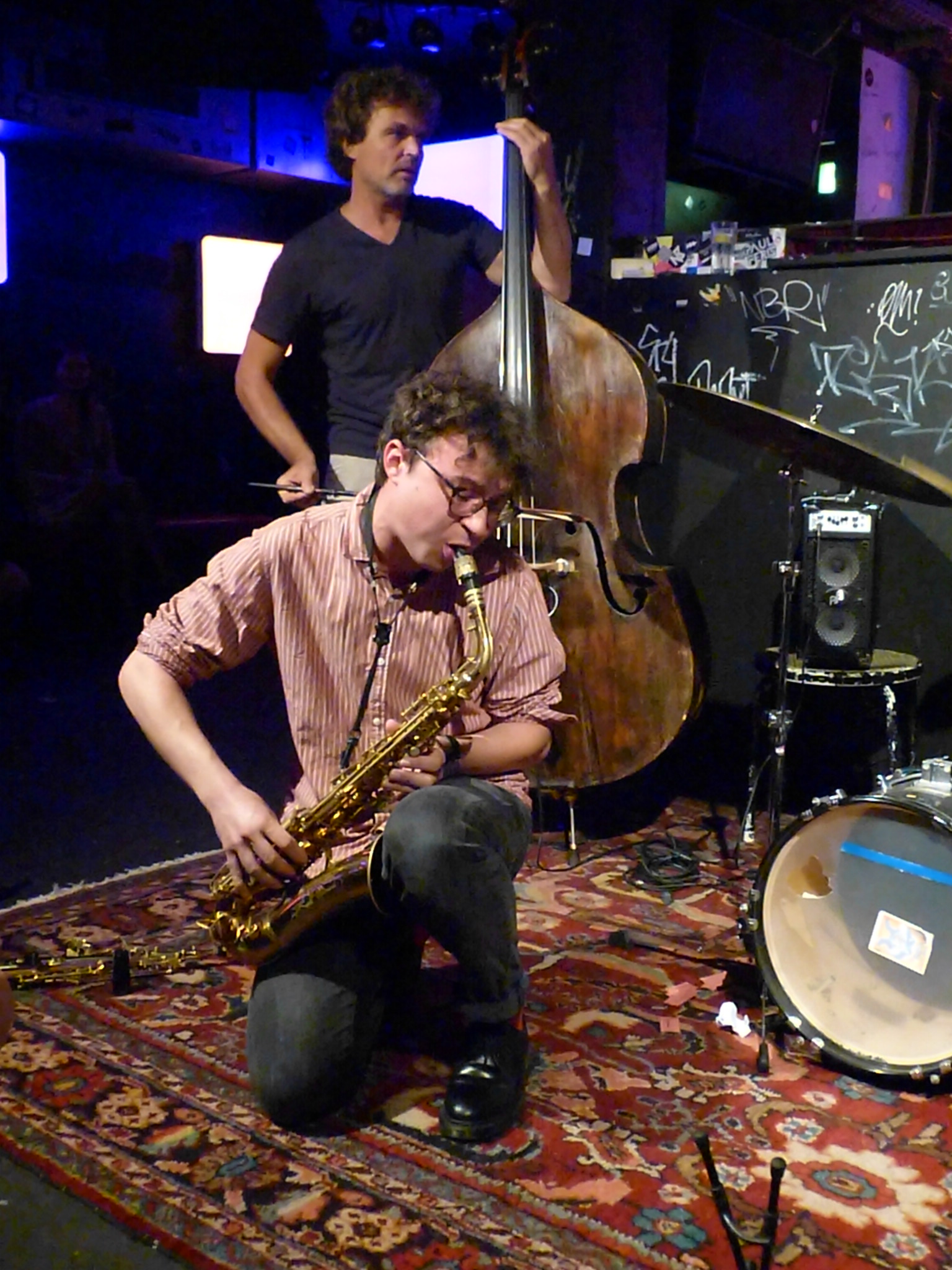
Fabian Dudek (sax) 2017 beim Konzert mit Sebastian Gramss (b) (links oben), Anna-Lena Schnabel (sax), Reza Askari (b) und Etienne Nillesen (dr) im ARTheater Köln

Dudek erhielt zahlreiche Preise mit den IKS Swing Kids auf Landes- und Bundesebene. 2015 erhielt er das Kulturförderstipendium der Stadt Rüsselsheim. 2016 ist er gemeinsam mit der Band The Where Me?! mit dem Arbeitsstipendium der Stadt Frankfurt ausgezeichnet worden, im Jahr darauf bekam er die Solistenauszeichnung beim Jungen Deutschen Jazzpreis Osnabrück. Seit Beginn 2018 wird er von der Studienstiftung des deutschen Volkes gefördert.
2023 erhielt Dudek das Horst und Gretl Will-Stipendium für Jazz/Improvisierte Musik.

## Diskographische Hinweise
- Distant Skies, We Dream (Traumton, 2024, mit Felix Hauptmann, David Helm, Fabian Arends)[6]
- Fabian Dudek, La Campagne Protecting a Picture That’s Fading (Traumton 2023, mit Berthold Brauer, Pauline Turrillo, Felix Hauptmann, Roger Kintopf, Alexander Parzhuber)
- Isolated Flowers (Traumton 2022, mit Felix Hauptmann, David Helm, Fabian Arends)[1]
- Simon Below Elements of Space (Traumton 2020, mit Yannik Tiemann, Jan Philipp)[7]
- Creating Meaning (Fixcel records 2019, mit Felix Hauptmann, David Helm, Fabian Arends)[8]
- The WhereMe?! The WhereMe?! (2018, mit Rafael Krohn, David Helm, Jan Philipp)
- Simon Below Wailing Wind’s Story (Double Moon Records/in-akustik 2018, mit Yannik Tiemann, Jan Philipp)[9]

## Weblinks

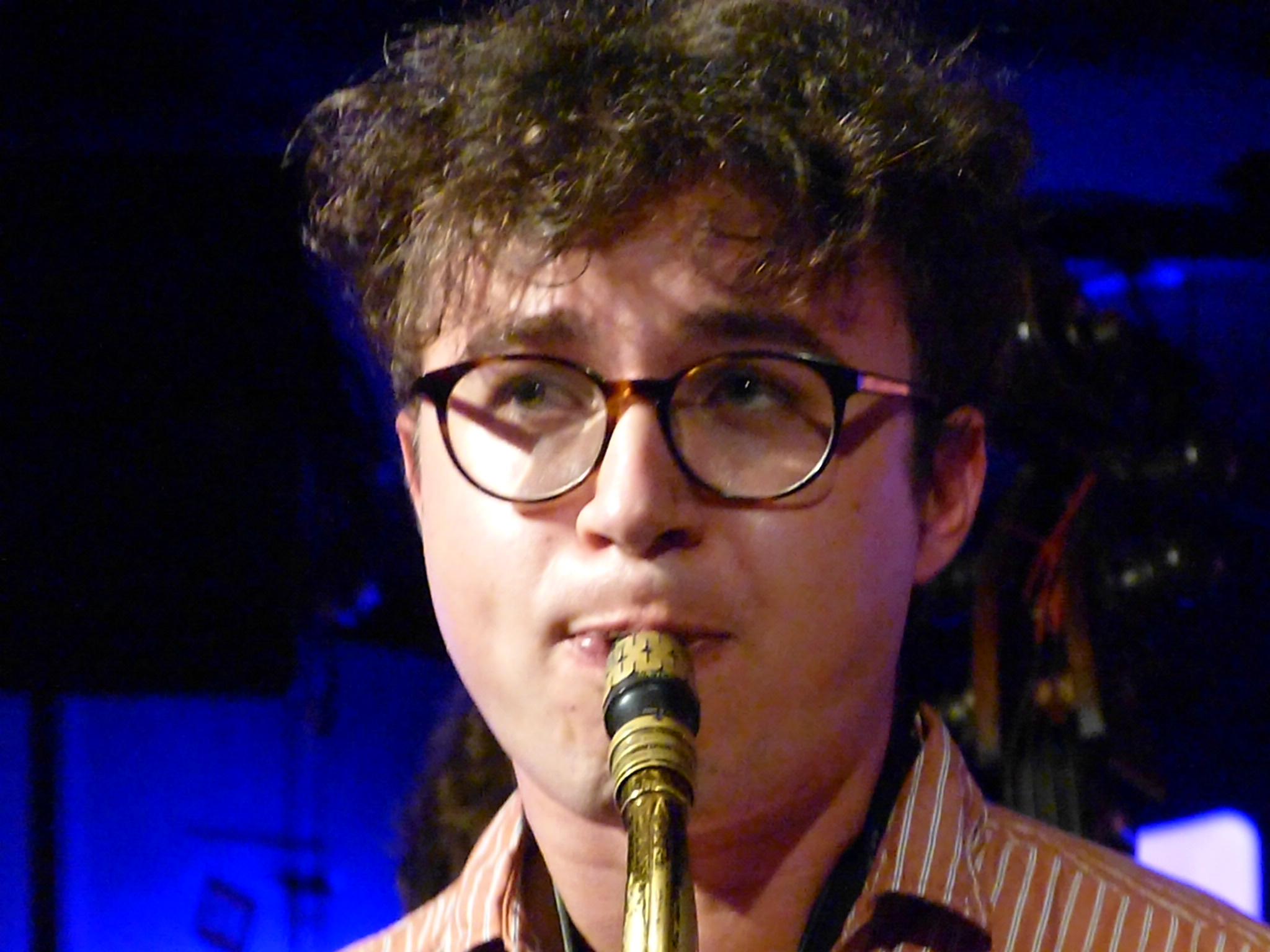
Fabian Dudek 2017